# كينيث سيماكولا
كينيث سيماكولا (4 نوفمبر 2002) وهو لاعب كرة قدم أوغندي محترف يلعب كمدافع في النادي العربي الكويتي ومنتخب أوغندا.
شارك سيماكولا لأول مرة مع المنتخب الوطني في عام 2019، حيث لعب لصالح منتخب أوغندا تحت 20 عامًا في بطولة (سي اي سي ايه اف ايه) تحت 20 عامًا 2019 التي أقيمت في أوغندا. وفي وقت لاحق من ذلك العام، تم استدعاؤه للفريق الأول - منتخب أوغندا لكرة القدم (رافعات أوغندا) حيث شارك منذ ذلك الحين في 13 مباراة حتى عام 2024.

## الحياة المبكرة والتعليم
وُلِد كينيث في تورورو. التحق بمدرسة روك فيو الابتدائية في تورورو، ومدرسة وورلد الثانوية في ماتوجا، وكلية سانت جون في كاوجا موكونو، وكلية لايت كاتيكامو، ومدرسة جينجا الثانوية.

## مسيرة اللعب
بدأ سيماكولا مسيرته الكروية في سن السابعة مع أكاديمية ترو فاين لكرة القدم في تورورو. انضم لاحقًا إلى فريق سيتي تايرز تحت 14 عامًا، حيث اختير كأفضل لاعب في المنطقة الشرقية. ثم فاز سيماكولا بجائزة أفضل لاعب في بطولة إيرتيل رايزينغ ستارز الوطنية تحت 17 عامًا.

## المسيرة الكروية
بدأت مسيرة سيماكولا الاحترافية في نادي بوسوجا يونايتد قبل أن ينضم إلى نادي بول جينجا. في يوليو 2024، انضم إلى ناديه الحالي، نادي أفريكان، بعقد لمدة عامين يستمر حتى عام 2026.